# 연합우주작전센터
연합우주작전센터(Combined Space Operations Center (CSpOC))는 미국의 주도로 영연합국 소속 영국, 오스트레일리아, 캐나다과 함께 우주 물체를 감시하는 연합작전지휘소이다. 트위터 계정을 통해, 특별한 감시결과를 알려주고 있다. 캘리포니아주 반덴버그 공군기지에 위치해 있다.

## 기록

### 소속
- 미국 전략사령부, 2002년
- 연합전력우주구성군사령부, 2019년 8월 29일

### 계보
- 2005년 5월 18일, Joint Space Operations Center (JSpOC)
→합동우주작전센터
- 2018년 7월 18일, Combined Space Operations Center (CSpOC)
→연합우주작전센터